# Lac Profile
Le lac Profile est un plan d'eau de 13 acres (53,000 m²), situé à Franconia Notch dans les montagnes Blanches, au pied du mont Cannon (en).

## Géographie
Le lac a été ainsi nommé  à cause de son emplacement directement sous le vieil homme de la montagne, une formation rocheuse célèbre qui s'est effondré en 2003. Le lac se trouve à proximité de la ligne de crête dans le Parc d'État de Franconia Notch. La décharge du lac est la rivière Pemigewasset, qui coule vers le sud jusqu'àu fleuve Merrimack et finalement le golfe du Maine (océan Atlantique) à Newburyport, Massachusetts.